# Sinagoga Neudeggergasse
La sinagoga Neudeggergasse, costruita nel 1903 e distrutta nel 1938 dai nazisti, era una sinagoga monumentale in stile neogotico, che si trovava a Vienna in Austria.

## Storia
Agli inizi del Novecento la comunità ebraica di Vienna viveva un rapido incremento demografico che in pochi decenni l'aveva portata a decuplicare i propri membri fino a superare le 200.000 unità. L'apertura del Leopoldstädter Tempel nel 1858 aveva già inaugurato il tempo delle grandi sinagoghe monumentali. Con la sinagoga Neudeggergasse il quartiere viennese di Josefstadt si dotava di un ampio e moderno luogo di culto.
I costi della sinagoga furono interamente coperti da un lascito privato del barone Moritz von Königswarter. Il progetto nel 1897 fu affidato all'architetto Max Fleischer. La prima pietra per la costruzione della sinagoga fu posta il 10 febbraio 1903 e solo 6 mesi più tardi la sinagoga fu aperta al culto, anche se le decorazioni dell'interno furono completate solo in seguito. La cerimonia di consacrazione fu officiata dal rabbino Moritz Bauer.

## Architettura
Per il grandioso edificio, l'architetto Max Fleischer disegnò una massiccia facciata neogotica alleggerita da ampi portali e finestroni. La facciata culminava in due alte torri separate da un timpano triangolare con al cento un rosone. La costruzione in mattoni ricorda le architetture gotiche tipiche del nord della Germania.
Nella sinagoga si entrava attraverso un vestibolo che fungeva anche da luogo di culto per le funzioni dei giorni feriali. Il grandioso interno era a tre navate con archi a sesto acuto e colonne di supporto in ferro. Il matroneo si estendeva sopra le due navate laterali. Più di 300 persone potevano sedersi al piano terra e altrettante nei matronei. L'interno era rinomato per l'eccellente acustica.

## Distruzione e memoria
La  sinagoga Neudeggergasse fu una delle numerose sinagoghe vandalizzate dalle milizie naziste in Germania e Austria nel 1938, durante la cosiddetta Notte dei cristalli. Il luogo di culto fu chiuso e l'edificio completamente demolito nel 1940.
Dopo la seconda guerra mondiale la sinagoga non venne ricostruita. Il terreno fu restitutito alla comunità ebraica nel 1948 che lo rivendette nel 1953 alla città di Vienna. Nel 1998 vi furono costruiti degli edifici residenziali.

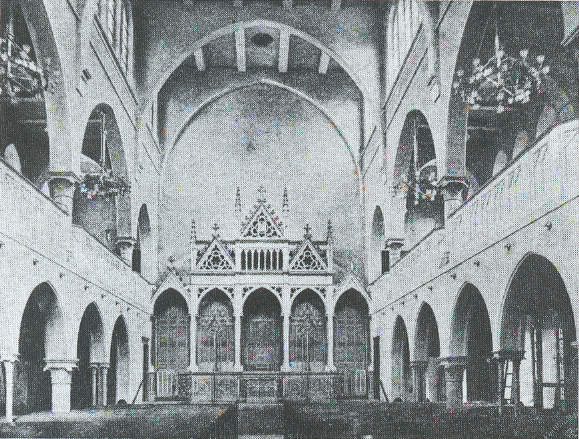
Foto dell'interno (ca. 1903)

L'esistenza della sinagoga è oggi ricordata solo da alcune immagini (foto e disegni) d'epoca e in loco da una lapide commemorativa, in ebraico e tedesco.

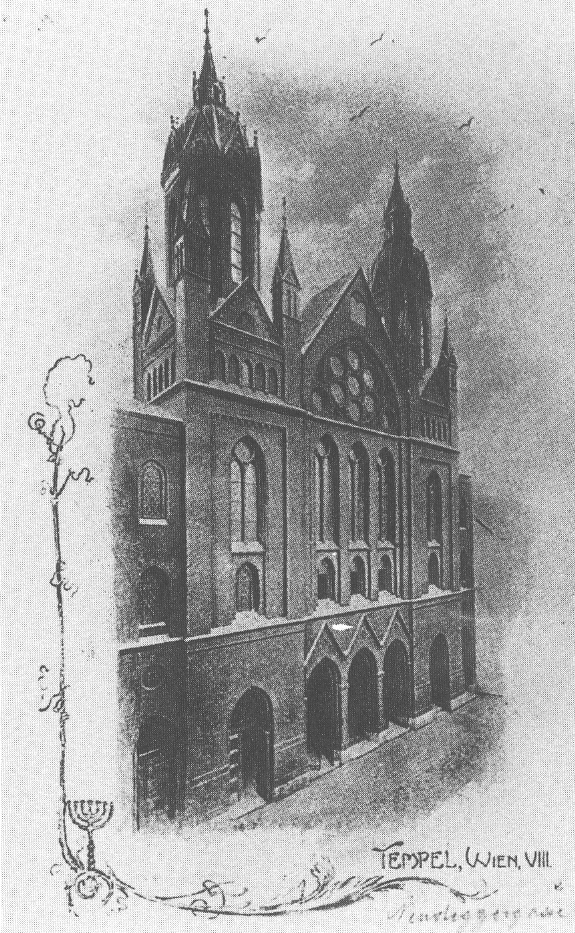
La facciata in una cartolina d'epoca
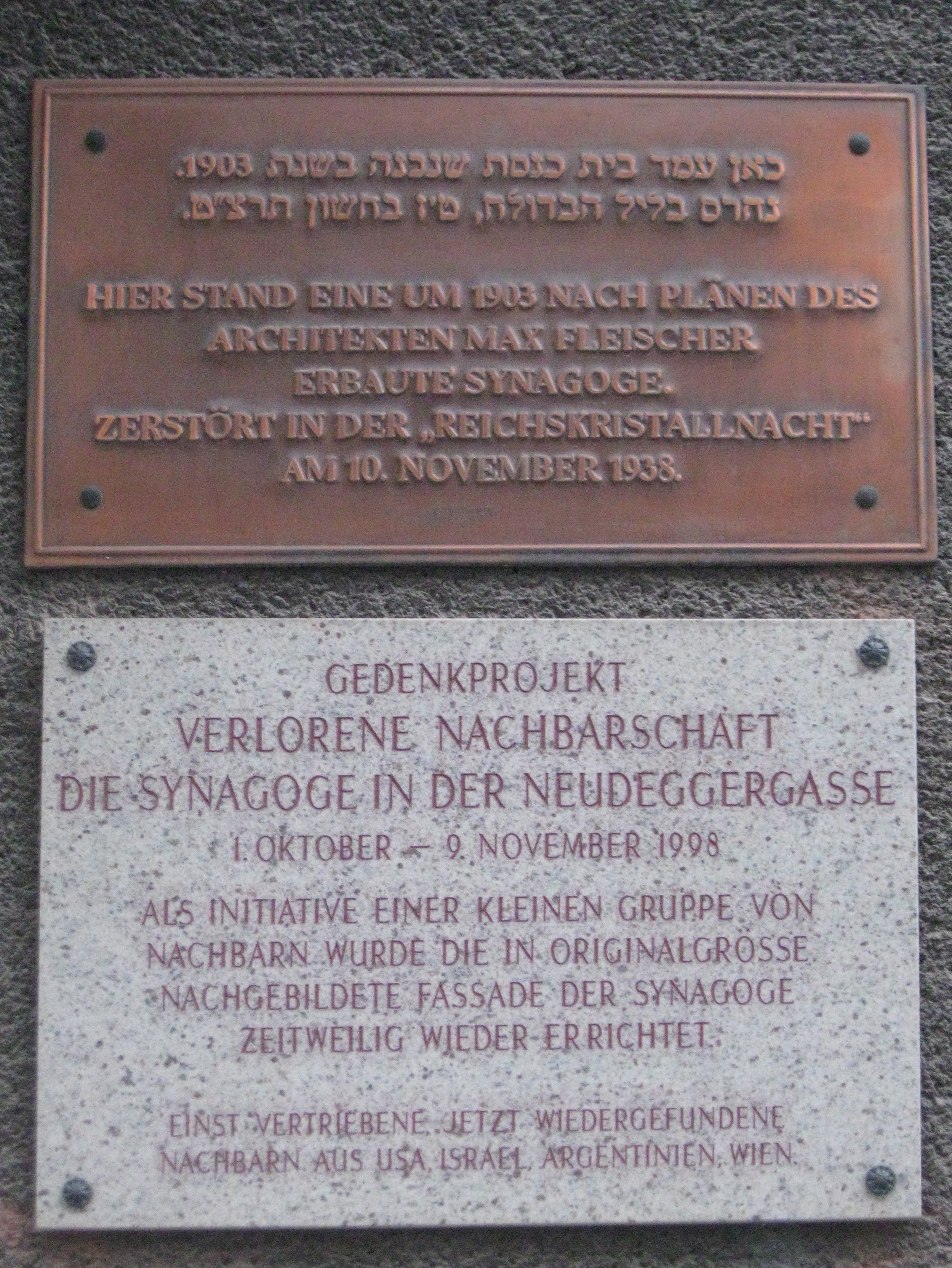
Lapide commemorativa